# Bacar Baldé
Bacar Baldé (ur. 15 stycznia 1992 w Bissau) – piłkarz z Gwinei Bissau występujący na pozycji pomocnika w portugalskim klubie S.C. Ideal oraz w reprezentacji Gwinei Bissau.
Baldé rozpoczął swoją karierę w FC Porto, zaś po odejściu z klubu reprezentował barwy jeszcze trzech innych portugalskich drużyn – FC Paços de Ferreira, FC Arouca oraz CD Tondela. 5 lipca 2013 roku podpisał dwuletni kontrakt z Zawisza Bydgoszcz, jednak opuścił klub z powodu problemów z sercem i przeniósł się do Atlético. Przed sezonem 2014/15 wzmocnił Beira-Mar.

## Statystyki kariery
(aktualne na dzień 5 czerwca 2013)
| Klub                 | Sezon              | Liga               | Liga  | Liga   | Puchar kraju | Puchar kraju | Puchar ligi | Puchar ligi | Europa | Europa | Suma  | Suma   |
| Klub                 | Sezon              | Liga               | Mecze | Bramki | Mecze        | Bramki       | Mecze       | Bramki      | Mecze  | Bramki | Mecze | Bramki |
| -------------------- | ------------------ | ------------------ | ----- | ------ | ------------ | ------------ | ----------- | ----------- | ------ | ------ | ----- | ------ |
| FC Paços de Ferreira | 2011/12            | Primeira Liga      | 6     | 0      | 1            | 0            | 1           | 0           | –      | –      | 8     | 0      |
| FC Arouca (wyp.)     | 2011/12            | Segunda Liga       | 11    | 0      | 0            | 0            | 0           | 0           | –      | –      | 11    | 0      |
| CD Tondela (wyp.)    | 2012/13            | Segunda Liga       | 32    | 1      | 1            | 0            | 0           | 0           | –      | –      | 33    | 1      |
| Zawisza Bydgoszcz    | 2013/14            | Ekstraklasa        | 0     | 0      | 0            | 0            | –           | –           | –      | –      | 0     | 0      |
| Ogólnie w karierze   | Ogólnie w karierze | Ogólnie w karierze | 49    | 1      | 2            | 0            | 1           | 0           | 0      | 0      | 52    | 1      |